# Angst (1928)
Angst (Alternativtitel: Angst - Die schwache Stunde einer Frau, Titel in Österreich: Die Verführte) ist ein deutscher Stummfilm von 1928 unter der Regie von Hans Steinhoff. Die Hauptrollen sind besetzt mit Elga Brink und Vivian Gibson sowie Gustav Fröhlich und Henry Edwards.
Das Drehbuch beruht auf Stefan Zweigs gleichnamiger Novelle.

## Handlung
Inge Duhan lebt mit ihrem Mann, dem Rechtsanwalt Erich Duhan, und ihrer kleinen Tochter Susi in Berlin. Inge ist eine sehr attraktive Frau. Sie liebt ihren Mann und war ihm bisher auch stets treu. Je länger die Ehe währt, desto mehr fühlt Inge sich von ihrem Mann vernachlässigt, der in seinem Beruf aufgeht. Das führt dann auch dazu, dass er meint, unabkömmlich zu sein, und Inge allein auf eine Urlaubsreise an die französische Riviera schickt. Obwohl die junge Frau es gar nicht will, erliegt sie bei dieser Gelegenheit dem Charme des Malers Francard und beginnt eine kurze Affäre mit ihm.
Zurück in ihrem Heim wird Inge alsbald von einer unbekannten Frau erpresst, die damit droht, einen Skandal zu entfachen und ihrem Mann alles zu sagen. Inge weiß weder aus noch ein und ringt mit sich selbst: Sagt sie ihrem Mann selbst die Wahrheit oder setzt sie ihrem Leben ein Ende und was wird dann aus der gemeinsamen Tochter des Ehepaares? Letztendlich gesteht Inges Mann Erich ihr, dass er es gewesen sei, der die unbekannte Frau auf sie angesetzt habe, da er von ihrem Verhältnis erfahren habe. Er meint, dass man nun quitt sei, und so versöhnt sich das Paar wieder.

## Produktionsnotizen und Hintergrund
Produktionsfirma war die Orplid-Film GmbH (Berlin). Die Bauten gingen auf das Konto von Franz Schroedter. Der Film hatte eine Länge von 8 Akten, was 2.642 Metern entspricht; nach vorgenommenen Kürzungen verblieben 2.631 Meter. Die restaurierte Fassung weist 2.591 Meter auf. Diese Kopie entstand im Rahmen einer Zusammenarbeit zwischen dem Filmarchiv des Bundesarchivs, Berlin, und der University of the West of England, Bristol, in dessen Rahmen mit teilweiser Unterstützung des UK Arts and Humanities Research Boards die erhaltenen Stummfilme des Regisseurs Hans Steinhoff restauriert werden. Die verwendete Fassung basiert auf drei verschiedenen Kopien, einmal der mit deutschen Zwischentiteln, dann der mit englischen Zwischentiteln und letztendlich der mit russischen Zwischentiteln. Die drei Kopien ergänzten sich und machten eine nur um 30 Meter kürzere, als die deutsche Zensurfassung möglich. Die Kopie enthält zudem eine 11 Meter lange Sequenz, die vermutlich von der deutschen Zensur entfernt worden war. Die englische Kopie, die sich als am besten erhalten erwies, diente als Ausgangsmaterial, obwohl sie weit vom Original entfernt war. Die deutsche Kopie erwies sich als lückenhaft und stark beansprucht, enthielt aber sehr gut erhaltene Zwischentitel, die vermutlich bei einer früheren Umkopierung eingefügt worden waren. Einige Zwischentitel wurden aus dem Englischen übersetzt, wobei auch die russischen Titel Berücksichtigung fanden, da Zensurkarte oder Drehbuchunterlagen nicht mehr vorhanden waren. Die drei aufgefundenen Kopien sind etwa um 20 bis 30 Prozent kürzer als die der deutschen Uraufführung. Auch enthalten die englische und die russische von der deutschen Kopie abweichende Einstellungen. Inge Duhans Bergwanderung mit dem Maler weicht in allen drei Fassungen voneinander ab. In der russischen Fassung ist sie beispielsweise erheblich länger als in der deutschen oder englischen. Auch enthält die russische Kopie Hinweise darauf, dass das Ehepaar Duhan sich am Ende des Films getrennt hat, während sich die Partner in den beiden anderen Versionen wieder versöhnen.
Der Film wurde am 7. August 1928 einer Zensurprüfung unterzogen, ein „Jugendverbot“ wurde ausgesprochen. Angst, der teilweise auch unter dem Titel Angst – Die schwache Stunde einer Frau publiziert wurde, hatte in Deutschland am 16. August 1928 Premiere im Gloria-Palast in Leipzig vor geladenem Publikum, das die Neueröffnung eines umgebauten Kinos feierte. Am 22. August 1928 lief der Film im Gloria-Palast in Berlin anlässlich der Internationalen Konferenz der Filmtheaterbesitzer an, dem vornehmsten Kino Berlins, was dem Film eine größere Publicity einbrachte und auch für die internationale Verwertung nicht unwichtig war. Zur selben Zeit lief der Film auch in weiteren großen Filmpalästen in der Provinz an. In Österreich kam der Film unter dem Titel Die Verführte am 14. Juni 1929 erstmals in Wien ins Kino. Der Film lief in Irland am 28. Juni 1929 unter dem Titel Fear an, in Finnland am 3. November 1929 unter dem Titel Uskoton, in Estland am 18. Januar 1930 unter dem Titel Kui naine murrab truudust, und in Spanien (Madrid) am 21. Oktober 1931 unter dem Titel Silenciosa acusación. Im Vereinigten Königreich lief der Film ebenfalls unter dem Titel Fear alternativ Trade Show an, und zwar am 4. September 1928, in Polen unter dem Titel Strach.
Der Verleih der digital restaurierten Fassung ist der Seeber Film Verlag (Klagenfurt).

## Vorgeschichte zum Film
Nachdem Hans Steinhoff mit dem Stummfilm Das Frauenhaus von Rio, der das Thema Mädchenhandel zum Inhalt hat, und der Literaturverfilmung Die Sandgräfin nach dem Roman von Gustav Frenssen auf sich aufmerksam gemacht hatte, die beide sowohl finanziell als auch beim Publikum ein Erfolg waren, etablierte er sich mit Angst als „zuverlässige Stütze der sich auf die Herstellung von ‚Mittelfilmen‘ konzentrierenden Produktionsfirma Orplid und des mit ihr kooperierenden Messtro-Verleihs“. Der Film bedient sich Stefan Zweigs gleichnamiger Novelle, die sich mit den Nöten und Motiven einer Wiener Rechtsanwaltsgattin auseinandersetzt, der fast kein Wunsch versagt bleibt, was dazu führt, dass sie aus einer Laune und Langeweile heraus ein Verhältnis mit einem jungen Pianisten eingeht. Als sie Opfer einer Erpressung wird, weiß sie nicht, wie sie mit der Situation umgehen soll.
Zweigs Novelle wurde erstmals 1925 vom Reclam-Verlag publiziert. Zuvor war die bereits vor dem Ersten Weltkrieg entstandene Geschichte ab August 1922 in Fortsetzungen in der Filmzeitschrift Film-Kurier erschienen. Der Filmhistoriker Horst Claus führte dazu aus: „Zeitpunkt der Veröffentlichung und Blatt legen nahe, dass Zweig und sein Verleger in dem Stoff anfänglich die mögliche Vorlage für einen der damals von der Kritik gefeierten Kammerspielfilme sahen“. In der damaligen Presse war davon die Rede, dass die Orplid sich nach scharfem Konkurrenzkampf mit anderen Filmherstellern durchgesetzt und die Filmrechte erworben habe. Dem Filmdramaturgen Ernst B. Fey oblag es dann in den ersten zwei Monaten des Jahres 1928, ein Drehbuch aus Zweigs komplexer psychologischer Studie zu fertigen. Die Schwierigkeit lag darin, dass die Novelle hauptsächlich die Empfindungen und Gedanken der Hauptfigur wiedergibt, die nun filmgerecht zu verwerten waren. Fey erfand dann auch in einer Nebenhandlung ein im Werk von Zweig nicht enthaltenes zweites Paar, bestehend aus Dr. Born, einem Spezialisten für Scheidungen und Duhans Partner, und dessen Ehefrau Claire, die im Gegensatz zu den Duhans eine offene Ehe führen, was einen freizügigen Lebenswandel einschließlich ehelicher Treue einschließt. Dadurch verwandelte man „Zweigs psychologisch nuanciertes Porträt einer von ihren Gefühlen hin- und hergeworfenen Frau“ in einen Film, der eher für ein breites Publikum und dessen Sehgewohnheiten geeignet schien.
Da der Produzent Jacoby erkrankt war und einer der Hauptdarsteller noch anderweitig gebunden war, verschoben sich die Dreharbeiten bis Ende April 1928. Am 13. Mai 1928 wurden dann in den Berliner Grunewald Studios die Dreharbeiten aufgenommen. Anfang Juni begab sich Steinhoff mit den Hauptdarstellern Elga Brink und Gustav Fröhlich nach Cannes, wo die Außenaufnahmen entstehen sollten, was sich aber länger als geplant hinzog, da schlechtes Wetter herrschte. In der zweiten Juli-Hälfte konnten die Dreharbeiten beendet werden.
Die Planung und Produktion fiel in einen Zeitraum, in dem Verhandlungen zwecks Übernahme von Orpid und Messtro mit der British and Foreign Films, ein in London neu gegründetes britisches Filmunternehmen, stattfanden. Der Film war aus diesem Grund auch mit dem besonders in England beliebten englischen Schauspieler Henry Edwards besetzt, der die Rolle des Rechtsanwalts Erich Duhan spielte.
Unterschied zur Novelle
In Zweigs Novelle heißt die Hauptperson Irene Wagner und wird von einer Frau bedrängt und erpresst, die ihr vorwirft, dass Irene ihr ihren Geliebten Eduard abspenstig gemacht habe. Ihr Geliebter ist kein Maler, sondern ein Pianist, den sie während einer Abendgesellschaft kennenlernte. Die Wagners haben zwei Kinder, ein Mädchen (Helene) und einen Jungen. In der Vorlage will Irene Wagner sich mit Gift töten, wird aber von ihrem Mann Fritz, einem erfolgreichen Strafverteidiger, davon abgehalten, der ihr erzählt, dass er eine arbeitslose Schauspielerin engagiert habe, um mittels einer Erpressung dafür zu sorgen, dass Irene ihren Geliebten verlässt.

## Kritik
Obwohl der Film stark von Zweigs literarischer Vorlage abwich, wurde er von der Kritik überwiegend gut aufgenommen. Das Reichsfilmblatt urteilte am 25. August 1928: „Mit diesem feinen Kammerspiel ist der deutsche Markt um einen Qualitätsfilm bereichert, der hoffentlich auch den ausländischen Markt restlos gewinnen kann.“
Die Zeitschrift Der Film befand am 25. August 1928: „Ein knalliger Titel für etwas sehr Sublimes, für etwas, was mit feiner Diskretion, starkem Einfühlungsvermögen, und Verständnis für psychologische Konflikte … in filmisches Geschehen aufgelöst worden ist.“
In der Lichtbildbühne vom 23. August 1928 war zu lesen, dass der Film mit „künstlerischem Ernst“ gestaltet worden sei. Weiter hieß es: „Jenseits alles Oberflächlichen, nur um die menschliche und künstlerische Wirkung bemüht, haben alle Mitglieder ihr Bestes gegeben, und so ist ein Film von Niveau und psychologischer Spannung entstanden, der den spontanen Beifall, …, vollauf verdiente.“
Der Kinematograph vom 26. August 1928 schwärmte: „Die Verwirrung der Gefühle einer Frau … ist mit einer Delikatesse gestaltet worden, die man nicht häufig im Film sieht. Ein Kammerspiel, das an die besten Arbeiten von Lubitsch und Cecil de Mille erinnert, aber keineswegs eine Kopie ist, sondern den Regisseur Hans Steinhoff abermals als einen Könner mit eigenwilliger Begabung verrät. Das Spiel ist ganz auf die Wirkung der Darsteller abgestellt.“
Auch die Vossische Zeitung vom 26. August 1928 lobte den Film: „Ein Stück Leben bannt Hans Steinhoff … auf die Leinwand, ohne überspitzte Sensationen, ohne gekünstelte Probleme. Weil er das Leben gestaltet, wie wir es täglich um uns sehen und miterleben, erlahmt unser Interesse nicht bis zum Schluss, und wir beobachten gespannt zwei recht ungleiche Ehepaare. Ein wohlverdienter Erfolg.“
Das Stummfilm-Glossar war der Meinung: „Weniger Psychologie und dafür mehr Handlung, mehr Schauwert, mehr Unterhaltung: Mit dieser Formel läßt sich Hans Steinhoffs Bearbeitung von Stefan Zweigs berühmter Novelle ‚Angst‘ kurz umschreiben. […] Hans Steinhoff bestätigt mit ‚Angst‘ seinen Mitte der 20er Jahre erworbenen Ruf eines schnell, zuverlässig und kostengünstig arbeitenden Regisseurs für kultivierte Unterhaltungsfilme.“